# Никитинский, Иван Гаврилович
Иван Гаврилович Никитинский — советский военный деятель, генерал-лейтенант.

## Биография
Родился в 1912 году в деревне Исаково. Член КПСС.
С 1931 года — на военной службе. В 1931—1983 гг. — руководящий штабной работник в Рабоче-Крестьянской Красной Армии, участник Великой Отечественной войны, начальник оперативного отдела 3-го Прибалтийского фронта, штабной руководящий работник в Советской Армии, начальник штаба Уральского военного округа, заместитель начальника кафедры ОИ Военной академии Генерального штаба ВС СССР.
Умер в Москве в 1984 году. Похоронен на Востряковском кладбище Москвы.

Могила Никитинского на Востряковском кладбище Москвы.